# Hans Falke von Lilienstein
Freiherr Hans (Johann Baptist) Falke von Lilienstein (* 24. September 1862 in Wien; † 24. Februar 1932 in Graz) (Pseudonym: Hans Falke) war österreichischer Dichter und Jurist, zuletzt Hofrat des Oberlandesgerichtes in Graz sowie langjähriger Schriftleiter der Zeitung des steirischen Sängerbundes.
Er war der Sohn des Sektionschefs im österreichischen Ministerium des Äußern Freiherr Johann Falke von Lilienstein (1827–1896) und Bruder der Schriftstellerin Amalie Falke von Lilienstein.
Er besuchte in Wien das akademische und das Schottengymnasium und von 1873 bis 1879 das Gymnasium des Benediktinerstiftes in
Kremsmünster. Er studierte darauf an der Wiener Universität die Rechte. Er leistete anschließend seinen Militärdienst in einem Artillerieregiment zu Wien.
Nach Bestehen der drei Staatsprüfungen im Dezember 1884 kam er zum Kreisgericht nach Cilli in der Steiermark als
Rechtspraktikant. Dort wurde er 1887 Auskultant, arbeitete er vom Mai 1889 ab bei den Bezirksgerichten Friedau,
Passau und Marburg in Steiermark, machte in der letzten Stadt auch beim
Garnisonsgericht die Auditoriatspraxis durch, um Militärrichter der Reserve zu werden. So wurde er 1890 Oberleutnant-Auditeur in der Reserve. Im Februar 1892 wurde er als Gerichtsadjunkt nach Laas in Krain und 1893 in gleicher Eigenschaft nach Gonobitz versetzt, kam 1896 als Bezirksrichter nach Flitsch im Küstenlande, 1899 als k. k. Gerichtssekretär nach Görz, war seit 1903 k. k. Landesgerichtsrat in Rovigno (Istrien) und wurde 1906 als solcher nach Klagenfurt versetzt. Dort wurde er Hofrat des Oberlandesgerichtes in Graz.

## Werke
- Der Novize von Kremsmünster (Erzählung in Versen), 1890
- Pfarrer Habermann (Epos), 1893
- Fiat lux, ein Sang aus junger Vergangenheit (Epos), 1894
- Wie’s kommt, gereimte Geschichten, 1902
- Fischer Menis (Sang aus den Bergen), Gedichte, 1905.
- Nach Brauch und Recht. Dorfgeschichten aus Oberösterreich, 1907
- Unholde. Würzburger Historie aus dem 17. Jh.; Wer soll es sein. Eine schmerzlose Geschichte aus der Nachkriegszeit, 1926
- Mein Volk. Des Deutschen Heldensang, 1929